# Рождество Богородично (Беловище)
Рождество Богородично или „Света Богородица“ (на македонска литературна норма: „Света Богородица“) е църква в тетовското село Беловище, Северна Македония, част от Тетовско-Гостиварската епархия на Македонската православна църква – Охридска архиепископия. Изградена е в началото на ХХ век на мястото на малка едноименна църквичка. Живописта, най-хубава от всички църкви в Долни Полог, е дело на Гавро и Страте от Осой.
- Икона на Исус Христос от църквата, 1863, неидентифициран автор, Тетовска галерия за икони
- Икона на Свети Йоан Претеча от църквата, 1842, Дамян от Крушево, Тетовска галерия за икони